# 阿拉伯內部戰鬥
阿拉伯內部戰鬥（Battle of In Arab、阿拉伯語:فن السبة ）是一場發生於2013年3月29日至3月30日的戰鬥，由伊斯蘭份子組成的兩個團體阿扎瓦德民族解放運動（MNLA）與MOJWA之間所爆發的衝突。最終結果為MNLA獲勝，但雙方都有部分損失。